# Loukkusaari (Kallavesi, Mäntyharju kommun)
Loukkusaari är en ö i Finland. Den ligger i sjön Kallavesi och i kommunen Mäntyharju i den ekonomiska regionen  S:t Michel och landskapet Södra Savolax, i den södra delen av landet, 170 km nordost om huvudstaden Helsingfors. Öns area är 7,6 hektar och dess största längd är 0,5 kilometer i nord-sydlig riktning.